# Женска фудбалска репрезентација Луксембурга
Женска фудбалска репрезентација Луксембурга (лукс. Eesti naiste jalgpallikoondis) је национални фудбалски тим који представља Луксембург на међународним такмичењима и под контролом је луксембуршког Фудбалског савеза (лукс. Fédération Luxembourgeoise de Football), владајућег тела за фудбал у Луксембургу.
Женска фудбалска репрезентација Луксембурга основана је 2003. године, а прву међународну утакмицу одиграла је 2006. године. Од 2020. године њоме руководи селектор Дан Сантос.

## Историја
Луксембург је дебитовао у квалификацијама за Европско првенство 2009. године, жребом је одлучено да буде у групи са Словачком, Литванијом и Малтом. Групну фазу Луксембург је завршио на другом месту у групи и са тим резултатом Луксембург није успео да се пласира на Светско првенство у Немачкој.

## Достигнућа
Утакмице и голови од 28. јуна 2022.
Играчи чија су имена означена подебљаним словима су и даље активни, барем на клупском нивоу.
| Rank | Име                   | Ута | Гол | Период    |
| ---- | --------------------- | --- | --- | --------- |
| 1    | Џесика Биркел         | 40  | 7   | 2006–2018 |
| 2    | Ами Томпсон           | 27  | 17  | 2011–     |
| 3    | Росангела Сетани      | 26  | 3   | 2006–2013 |
| 4    | Паскал Фрисинг        | 25  | 1   | 2009–2017 |
| 5    | Марта Естевез Гарсија | 24  | 2   | 2016–     |
| 5    | Џесика Бершилд        | 24  | 0   | 2014–     |
| 7    | Габријела Де Лемос    | 23  | 5   | 2013–     |
| 7    | Кимберли Дос Сантос   | 23  | 2   | 2016–     |
| 9    | Џанин Хансен          | 21  | 10  | 2006–2013 |
| 10   | Ане Борг              | 20  | 0   | 2012–2017 |

| Поз | Име                   | Ута | Гол | Период    |
| --- | --------------------- | --- | --- | --------- |
| 1   | Еми Томпсон           | 27  | 17  | 2011–     |
| 2   | Џанин Хансен          | 21  | 10  | 2006–2013 |
| 3   | Џоана Лоренко Магалес | 11  | 7   | 2021–     |
| 3   | Џесика Биркел         | 40  | 7   | 2006–2018 |
| 5   | Карен Марин           | 12  | 6   | 2015–2018 |
| 5   | Џули Маркес Абре      | 16  | 6   | 2019–     |
| 5   | Софи Маурер           | 18  | 6   | 2009–2016 |
| 8   | Габриела Де Лемос     | 23  | 5   | 2013–     |
| 9   | Росанђела Сетани      | 26  | 3   | 2006–2013 |
| 10  | Кати Да Силва Соуса   | 6   | 2   | 2018–2019 |
| 10  | Каролин Јорге         | 6   | 2   | 2021–     |
| 10  | Маите Мачадо Палма    | 10  | 2   | 2016–2019 |
| 10  | Јоел Лектер           | 19  | 2   | 2006–2013 |
| 10  | Кимберли Дос Сантос   | 23  | 2   | 2016–     |
| 10  | Марта Естевез Гарсија | 24  | 2   | 2016–     |

| Име                   | Датум             | Гол | Противник            | Локација            | Такмичење   | Састав |
| --------------------- | ----------------- | --- | -------------------- | ------------------- | ----------- | ------ |
| Џоана Лоренцо Магалес | February 19, 2022 | 5   | Француска Полинезија | Молсхајм, Француска | Пријатељска | Састав |

## Такмичарски рекорд

### Светско првенство за жене
| Светско првенство у фудбалу за жене − резултати | Светско првенство у фудбалу за жене − резултати | Светско првенство у фудбалу за жене − резултати | Светско првенство у фудбалу за жене − резултати | Светско првенство у фудбалу за жене − резултати | Светско првенство у фудбалу за жене − резултати | Светско првенство у фудбалу за жене − резултати | Светско првенство у фудбалу за жене − резултати | Светско првенство у фудбалу за жене − резултати |                  | Квалификациони резултати | Квалификациони резултати | Квалификациони резултати | Квалификациони резултати | Квалификациони резултати | Квалификациони резултати | Квалификациони резултати |
| Година                                          | Резултат                                        | Ута                                             | Поб                                             | Нер                                             | Изг                                             | ГД                                              | ГП                                              | ГР                                              | Ута              | Поб                      | Нер                      | Изг                      | ГД                       | ГП                       | ГР                       |                          |
| 1991 до 2007                                    | Није постојала                                  | Није постојала                                  | Није постојала                                  | Није постојала                                  | Није постојала                                  | Није постојала                                  | Није постојала                                  | Није постојала                                  | Није постојала   | Није постојала           | Није постојала           | Није постојала           | Није постојала           | Није постојала           | Није постојала           |                          |
| 2011                                            | Нису учествовале                                | Нису учествовале                                | Нису учествовале                                | Нису учествовале                                | Нису учествовале                                | Нису учествовале                                | Нису учествовале                                | Нису учествовале                                | Нису учествовале | Нису учествовале         | Нису учествовале         | Нису учествовале         | Нису учествовале         | Нису учествовале         | Нису учествовале         |                          |
| 2015                                            | Нису се квалификовале                           | Нису се квалификовале                           | Нису се квалификовале                           | Нису се квалификовале                           | Нису се квалификовале                           | Нису се квалификовале                           | Нису се квалификовале                           | Нису се квалификовале                           | 3                | 0                        | 1                        | 2                        | 1                        | 8                        | -7                       |                          |
| 2019                                            | Нису се квалификовале                           | Нису се квалификовале                           | Нису се квалификовале                           | Нису се квалификовале                           | Нису се квалификовале                           | Нису се квалификовале                           | Нису се квалификовале                           | Нису се квалификовале                           | 3                | 0                        | 0                        | 3                        | 3                        | 21                       | -18                      |                          |
| 2023                                            | Нису се квалификовале                           | Нису се квалификовале                           | Нису се квалификовале                           | Нису се квалификовале                           | Нису се квалификовале                           | Нису се квалификовале                           | Нису се квалификовале                           | Нису се квалификовале                           | У току           | У току                   | У току                   | У току                   | У току                   | У току                   | У току                   |                          |
| Укупно                                          | -                                               | -                                               | -                                               | -                                               | -                                               | -                                               | -                                               | -                                               | 6                | 0                        | 1                        | 5                        | 4                        | 29                       | -25                      |                          |

*Жребови укључују утакмице где је одлука пала извођењем једанаестераца.

### Европско првенство у фудбалу за жене
| Европско првенство у фудбалу за жене − резултати | Европско првенство у фудбалу за жене − резултати | Европско првенство у фудбалу за жене − резултати | Европско првенство у фудбалу за жене − резултати | Европско првенство у фудбалу за жене − резултати | Европско првенство у фудбалу за жене − резултати | Европско првенство у фудбалу за жене − резултати | Европско првенство у фудбалу за жене − резултати | Европско првенство у фудбалу за жене − резултати |                  | Квалификациони резултати | Квалификациони резултати | Квалификациони резултати | Квалификациони резултати | Квалификациони резултати | Квалификациони резултати | Квалификациони резултати |
| Година                                           | Резултат                                         | Ута                                              | Поб                                              | Нер                                              | Изг                                              | ГД                                               | ГП                                               | ГР                                               | Ута              | Поб                      | Нер                      | Изг                      | ГД                       | ГП                       | ГР                       |                          |
| 1984 до 2005                                     | Нису постојале                                   | Нису постојале                                   | Нису постојале                                   | Нису постојале                                   | Нису постојале                                   | Нису постојале                                   | Нису постојале                                   | Нису постојале                                   | Нису постојале   | Нису постојале           | Нису постојале           | Нису постојале           | Нису постојале           | Нису постојале           | Нису постојале           |                          |
| 2009                                             | Нису се квалификовале                            | Нису се квалификовале                            | Нису се квалификовале                            | Нису се квалификовале                            | Нису се квалификовале                            | Нису се квалификовале                            | Нису се квалификовале                            | Нису се квалификовале                            | 3                | 1                        | 1                        | 1                        | 5                        | 7                        | -2                       |                          |
| 2013                                             | Нису се квалификовале                            | Нису се квалификовале                            | Нису се квалификовале                            | Нису се квалификовале                            | Нису се квалификовале                            | Нису се квалификовале                            | Нису се квалификовале                            | Нису се квалификовале                            | 3                | 1                        | 0                        | 2                        | 4                        | 9                        | -5                       |                          |
| 2017                                             | Нису се квалификовале                            | Нису се квалификовале                            | Нису се квалификовале                            | Нису се квалификовале                            | Нису се квалификовале                            | Нису се квалификовале                            | Нису се квалификовале                            | Нису се квалификовале                            | 3                | 1                        | 0                        | 2                        | 4                        | 8                        | -4                       |                          |
| 2022                                             | Нису учествовале                                 | Нису учествовале                                 | Нису учествовале                                 | Нису учествовале                                 | Нису учествовале                                 | Нису учествовале                                 | Нису учествовале                                 | Нису учествовале                                 | Нису учествовале | Нису учествовале         | Нису учествовале         | Нису учествовале         | Нису учествовале         | Нису учествовале         | Нису учествовале         |                          |
| Укупно                                           | -                                                | -                                                | -                                                | -                                                | -                                                | -                                                | -                                                | -                                                | 9                | 3                        | 1                        | 5                        | 13                       | 24                       | -11                      |                          |

*Жребови укључују утакмице где је одлука пала извођењем једанаестераца.